# Souboj národů
Souboj národů je československá vědomostní show TV Prima, která se představila 22. března 2014. Pořad uvádějí Martin Dejdar a Michal Hudák. V pořadu soutěží Česko proti Slovensku.

## Formát
Soutěžící z Česka a ze Slovenska musí postupně mačkat tlačítky na správné varianty (A, B, C nebo D). Televizní diváci také odpovídají na otázky svými mobilními telefony. Na konci pořadu se ukáže IQ, které televizní diváci poslali během otázek. Tým, který má více IQ, vyhrává.

## Série
| Epizoda | Český tým                                            | Slovenský tým                              | Skóre | Skóre     | Premiéra        | Sledovanost (15+) | Share (15+) | Share (15-54) | Ref.  |
| Epizoda | Český tým                                            | Slovenský tým                              | Česko | Slovensko | Premiéra        | Sledovanost (15+) | Share (15+) | Share (15-54) | Ref.  |
| ------- | ---------------------------------------------------- | ------------------------------------------ | ----- | --------- | --------------- | ----------------- | ----------- | ------------- | ----- |
| 1       | Ivo Šmoldas Dana Morávková Václav Vydra              | Anna Šišková Matej Cifra Ivana Christová   | 0     | 1         | 22. března 2014 | 380 000           | 10%         | 8%            | [ 1 ] |
| 2       | Miloš Pokorný Gabriela Kratochvílová Roman Ondráček  | Roman Pomajbo Ivica Sláviková Roman Luknár | 0     | 2         | 4. dubna 2014   | -                 | -           | -             |       |
| 3       | Agáta Hanychová Petr Vondráček Dana Batůlková        | Eva Máziková Miro Noga Štefan Skrúcaný     | 1     | 2         | 11. dubna 2014  | -                 | -           | -             |       |
| 4       | Petr Kolář Diana Kobzanová Jakub Kohák               | Soňa Skoncová Martin Babjak Vlado Voštinár | 2     | 2         | 18. dubna 2014  | -                 | -           | -             |       |
| 5       | Jan Čenský Eva Krejčířová Ondřej Synek               | Viktor Horján Zora Czoborová Peter Nagy    | 2     | 3         | 25. dubna 2014  | -                 | -           | -             |       |
| 6       | Karel Voříšek Mahulena Bočanová Martin Zounar        | Otto Weiter Milan Ambrosz Kristína Tormová | 3     | 3         | 2. května 2014  | -                 | -           | -             |       |
| 7       | Zdeněk Pohlreich Alice Bendová Bohumil Klepl         | Sisa Sklovská Csongor Kassai Zuzana Šebová | 4     | 3         | 8. května 2014  | -                 | -           | -             |       |
| 8       | Tomáš Hauptvogel Terezie Tománková Vavřinec Hradilek | Jana Hubinská Ivan Vojtek Pavel Bruchala   | 5     | 3         | 15. května 2014 | -                 | -           | -             |       |